# Mauritanië

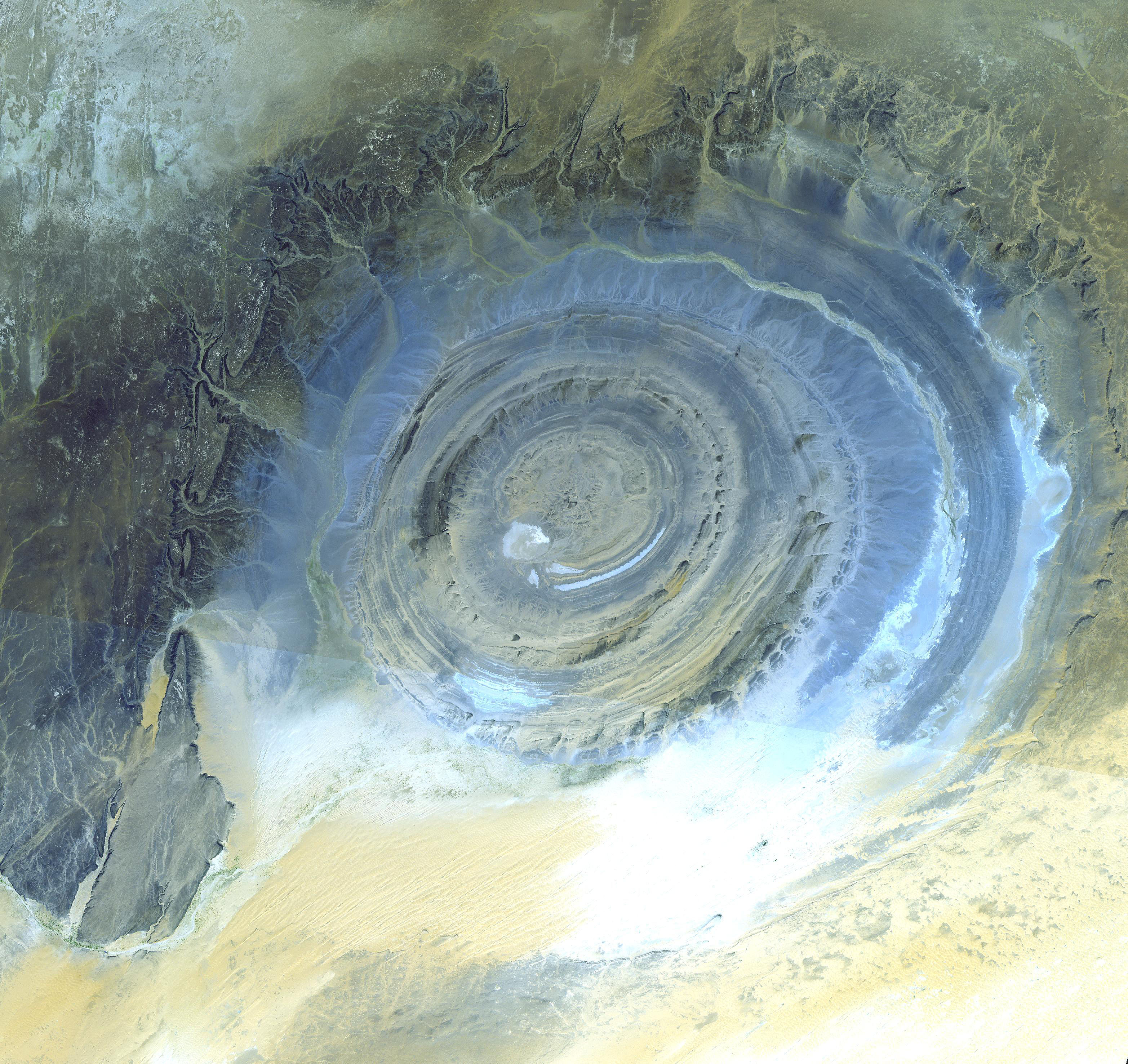
In Mauritanië ligt ook het natuurfenomeen de Richatstructuur

Mauritanië (uitspraak: [mɑuriˈtanijə]) (verouderd: Mauretanië), officieel de Islamitische Republiek Mauritanië (Arabisch: الجمهورية الإسلامية الموريتانية, al-Dschumhūriyya al-Islāmiyya al-Mūrītāniyya), is een land aan de westkust van Afrika, grenzend aan de Westelijke Sahara, Algerije, Mali, Senegal en de Atlantische Oceaan. Nouakchott is de hoofdstad en de grootste stad van het land.

## Geografie
Mauritanië grenst aan de Westelijke Sahara (1564 km), Algerije (460 km), Mali (2236 km) en Senegal (742 km). De grens met Senegal wordt gevormd door de rivier de Sénégal. De kustlijn van het land is 547 kilometer lang.
Het land bestaat voor het grootste deel uit woestijn en steppe. Er zijn geen natuurlijke meren en de belangrijkste rivier ligt op de grens met Senegal. Het deel van het land dat met bos is bedekt is verwaarloosbaar klein. De grond en klimaat maakt landbouw moeizaam en slechts 45.000 hectare kent irrigatie. Verder is het land deels geschikt voor extensieve veeteelt.

## Geschiedenis
De naam komt van het koninkrijk Mauretania in de oudheid en de Romeinse tijd, hoewel dat gebied toen op de noordkust van Afrika gesitueerd werd, zowat het huidige Marokko en Algerije. Mauretania is een verbastering van Amur N Tanit, dat "Land van Tanit" betekent (in het Tamazight). Tanit is de moedergodin in de mythologie van de Imazighen.
Reeds in de 11e eeuw was het zuidelijker gelegen gebied dat nu Mauritanië heet islamitisch. Moslims maken tegenwoordig twee derde uit van de bevolking, voornamelijk in het noorden.
Mauritanië werd vanaf de 15e eeuw bezocht door Portugezen, Spanjaarden, Hollanders en Fransen. Het werd in 1903 een Frans protectoraat en in 1920 een kolonie als deel van Frans-West-Afrika. Het land werd onafhankelijk van Frankrijk op 28 november 1960. De eerste president was Moktar Ould Daddah.
Toen Spanje de toenmalige Spaanse Sahara in 1976 ontruimde, bezette Marokko het noordelijke en Mauritanië het zuidelijke deel. Door jarenlange strijd van de Polisario (guerrillabeweging) moest Mauritanië dit gebied opgeven. Meteen bezette Marokko ook dit zuidelijke deel.
Op 12 december 1984 kwam Maaouiya Ould Sid'Ahmed Taya, door een staatsgreep aan de macht. In 1992 lukte het hem na verkiezingen een meerderheid te behalen. In juni 2003 mislukte een poging tot staatsgreep tegen hem en in november van dat jaar werd hij herkozen voor zes jaar. Op 3 augustus 2005 werd hij afgezet in een militaire staatsgreep. Taya stond sympathiek tegenover de Verenigde Staten.

### Militaire coup 2005
Op 3 augustus 2005 vond er een staatsgreep plaats. President Taya was op dat moment bij de begrafenis van koning Fahd in Saoedi-Arabië. De coupplegers, genaamd de Militaire Raad voor Gerechtigheid en Democratie benoemden hun leider kolonel Ely Ould Mohamed Vall tot president. Hij beloofde binnen twee jaar democratische verkiezingen. Op 7 augustus 2005 werd Sidi Hohamed Ould Boubacar benoemd tot overgangspremier. Ould Boubacar was ook eerste minister onder de verdreven president. Op 26 maart 2007 werd Sidi Ould Sjeikh Abdallahi tot president verkozen bij vrij verlopen democratische verkiezingen.

### Militaire coup 2008
President Abdallahi zocht toenadering tot islamitische fundamentalisten. Dit was tegen de zin van de legerleiding, maar ook tegen de wil van zijn eigen partij. In mei 2008 stelde een aantal parlementsleden van de regeringspartij zijn zetels ter beschikking. Toen de president op 6 augustus 2008 vier hoge officieren ontsloeg, greep het leger de macht en de president, de premier en de minister van Binnenlandse Zaken werden gevangengenomen. Het hoofd van de Presidentiële Garde, generaal Mohamed Ould Abdel Aziz, had de leiding van de coup en werd voorzitter van een staatsraad.
Op 13 augustus werd de staatsraad weer ontbonden en werd Aziz benoemd tot president van de Republiek. Door een niet-militair en gerespecteerd politicus, de oud-ambassadeur in Brussel Moulaye Ould Mohamed Laghdaf, aan te stellen als premier hoopte de junta op bredere erkenning. In een verklaring sprak driekwart van de leden van beide huizen van het parlement zijn steun uit aan het nieuwe staatshoofd. De coup werd onvermijdelijk genoemd omdat Abdallahi de grondwet zou hebben geschonden en autoritair zou hebben geregeerd.
Om zichzelf kandidaat te kunnen stellen trad Aziz op 15 april 2009 af als hoofd van de hoge raad. Aziz won de presidentsverkiezingen met 52,6% van de stemmen en op 5 augustus 2009 werd hij geïnaugureerd. In juni 2014 werd president Aziz met 80% van de stemmen herkozen. De oppositie deed niet mee aan de verkiezingen en de opkomst bleef steken op 56%.
In 2019 werd Abdel Aziz opgevolgd door Mohamed Ould Ghazouani.

### Slavernij
In Mauritanië werd de zwarte bevolking in het zuiden lang als slaven behandeld en verhandeld. Pas in 1981 werd officieel de slavernij afgeschaft, waarmee Mauritanië de laatste slavenstaat ter wereld was. Strafbaar werd slavernij in Mauritanië pas in 2007. Desondanks werd anno 2018 nog altijd bericht over wijdverbreide slavernij.

## Bestuurlijke indeling
Mauritanië is onderverdeeld in twaalf regio's (ولاية, wilāya, letterlijk provincie/région), verdeeld in 44 departementen (مقاطعة, muqatea, ook wel vertaald met provincie/département), verder verdeeld in |gemeenten (البلدية, albaladia/commune).

## Politiek
De politieke macht berust bij het deel van de bevolking met een lichte huidskleur, terwijl het zwarte deel van de bevolking als tweederangs burgers wordt behandeld.
Mauritanië is een republiek en sinds 1991 worden verkiezingen gehouden waaraan meer partijen deel kunnen nemen. Dit werd per referendum besloten.
Sinds 1991 bestaan er in principe vrije verkiezingen. Maar de verkiezingen in 1992, 1997 en 2003 werden door de oppositie geboycot omdat die geen vertrouwen had in een eerlijk verloop ervan.
Het lagerhuis van het parlement is de Nationale Vergadering en telt 157 leden die voor vijf jaar worden gekozen. Tot 2017 was er een hogerhuis van het parlement, de Senaat, met 72 leden. In 2017 sprak de meerderheid van de bevolking zich bij referendum uit voor de afschaffing van de Senaat. Islamistische politieke partijen zijn bij wet verboden.
Het rechtssysteem is gebaseerd op een mix van sharia en het Franse recht.

### Buitenlandse betrekkingen
Mauritanië is een van de 7 landen binnen de Arabische Liga die Israël erkennen. De andere zijn Egypte,  Jordanië, Bahrein, Marokko, Soedan en de Verenigde Arabische Emiraten. Op 6 maart 2009 is de Israëlische ambassade in Mauritanië echter gesloten nadat Mauritanië eerder zijn ambassadeur al had teruggeroepen vanwege het Conflict in de Gazastrook 2008-2009.

## Bevolking
De bevolking van Mauritanië is in de periode 1990-2015 gemiddeld met 2,5% per jaar toegenomen. In 1990 telde het land 1,996 miljoen inwoners en in 2015 was dit gestegen naar 3,7 miljoen.

### Bevolkingsgroepen
Ingedeeld naar etniciteit bestaat de bevolking volgens het World Factbook van de CIA uit drie groepen:

- 40% Haratin, van Afrikaanse oorsprong, met een donkere huidskleur en ooit als slaven aangevoerd.
- 30% Beidan (of Beydan, Baydan), van gemengd Berberse en Arabische oorsprong, met een lichtere huidskleur. De aanduiding Beidan verwijst alleen naar de lichte huidskleur.
- 30% een mix van volken die afstammen van Sub-Sahara West-Afrika, met een donkere huidskleur.

Andere bronnen geven andere cijfers over de bevolkingssamenstelling.
De Haratin worden wel aangeduid als de "zwarte moren" terwijl de Beidan de "blanke moren" zijn. Die laatste vormen de dominante groep en misbruiken naar verluidt Haratin als slaven. De Haratin worden door Minority Rights Group International ingedeeld in drie categorieën: de volledige slaven, de gedeeltelijke slaven en de echte Haratin.

### Religie

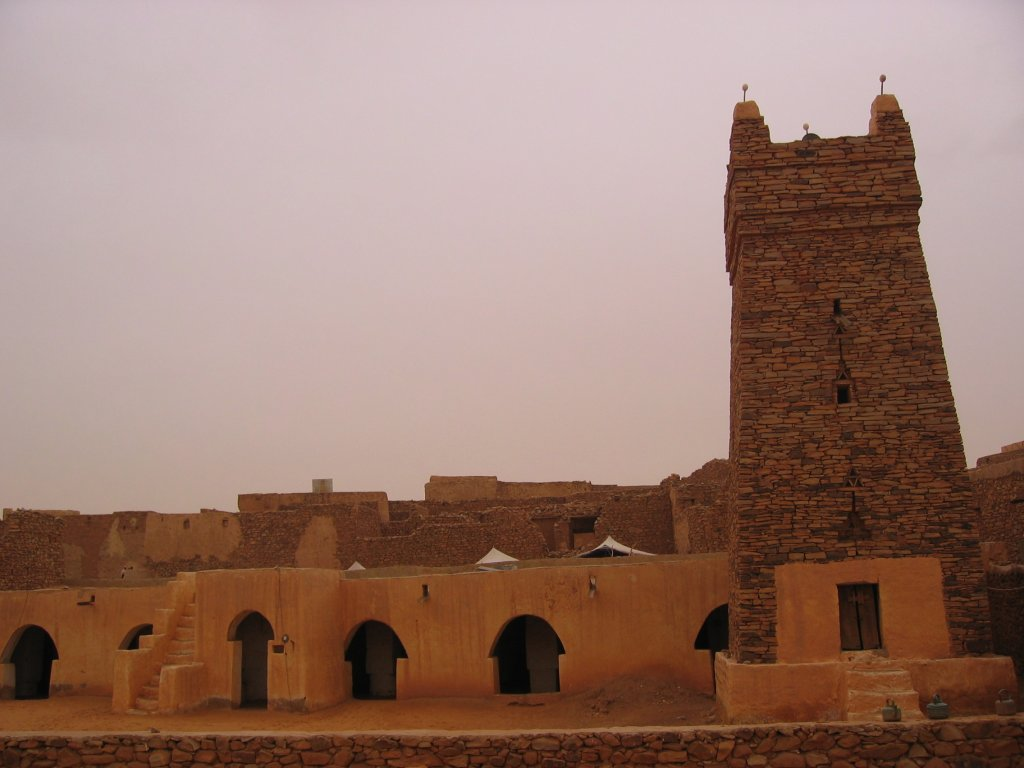
De Moskee van Chinguetti behoort tot de oudste moskeeën van het land.

De overgrote meerderheid van de bevolking is moslim. Het land is sinds de oprichting in 1969 lid van de Organisatie voor Islamitische Samenwerking. De moslims hangen de Malikitische rechtsschool aan. De belangrijkste religieuze groepering wordt gevormd door de Kadirija. Chinguetti, in het district Adrar, is de zevende Heilige Plaats in de islam.
Mauritanië kent geen godsdienstvrijheid. Zo kan volgens artikel 306 van het strafwetboek van Mauritanië elke moslim die zich bekeert tot een ander geloof tot de doodstraf veroordeeld worden als hij daarover niet binnen drie dagen berouw betuigt.
Op 28 april 2018 werd in het parlement een wet goedgekeurd die de doodstraf verplicht bij de belediging van Allah en Mohammed en het afvallen van het islamitische geloof. Dit stuitte op veel protest van niet-gouvernementele organisaties (ngo's).
Minder dan 1% van de bevolking is christen.
In het bisdom Bita bevond zich tot in de vijfde eeuw een bloeiende christelijke gemeenschap. Thans is in de hoofdstad Nouakchott het katholieke bisdom gevestigd, dat in 1965 werd opgericht, met sinds 1995 bisschop Martin Albert Happe, P.A. aan het hoofd. Dit bisdom ressorteert rechtstreeks onder de Heilige Stoel en telde 4500 katholieken (0,2% van de bevolking) in 2004.

### Armoede
Volgens het Ontwikkelingsprogramma van de Verenigde Naties leeft in Mauritanië 46,3% van de bevolking onder de armoedegrens.

## Economie
De belangrijkste economische activiteit van het land is de mijnbouw. Het land is de op een na grootste exporteur van ijzererts in Afrika en verder wordt er goud, koper en aardolie gewonnen. Het aandeel van de mijnbouw in het totale bruto binnenlands product (bbp) was zo’n 30% in 2013. De winning van het ijzererts is in handen van Société Nationale Industrielle et Minière (SNIM), waarin de staat bijna 80% van de aandelen heeft. In 2013 was het aandeel van ijzererts in de totale export van het land iets meer dan 50%, gevolgd door goud met een aandeel van iets minder dan 20%. De Volksrepubliek China is de belangrijkste handelspartner, hier werd 75% van het ijzererts naartoe geëxporteerd.
Een ander belangrijk exportproduct is vis. Met de Europese Unie worden al lange tijd contracten afgesloten om in de wateren te vissen. Het laatste akkoord werd in juli 2015 getekend en geldt voor vier jaar. Het visakkoord met Mauritanië is het grootste contract op dit gebied dat de EU met enig ander land heeft afgesloten. EU vissers mogen maximaal 281.500 ton per jaar vis naar boven halen. Naast een vergoeding voor de vis ontvangt het land bijna € 60 miljoen per jaar, waarvan vier miljoen euro om lokale vissers te ondersteunen.